# Sussex (rund)

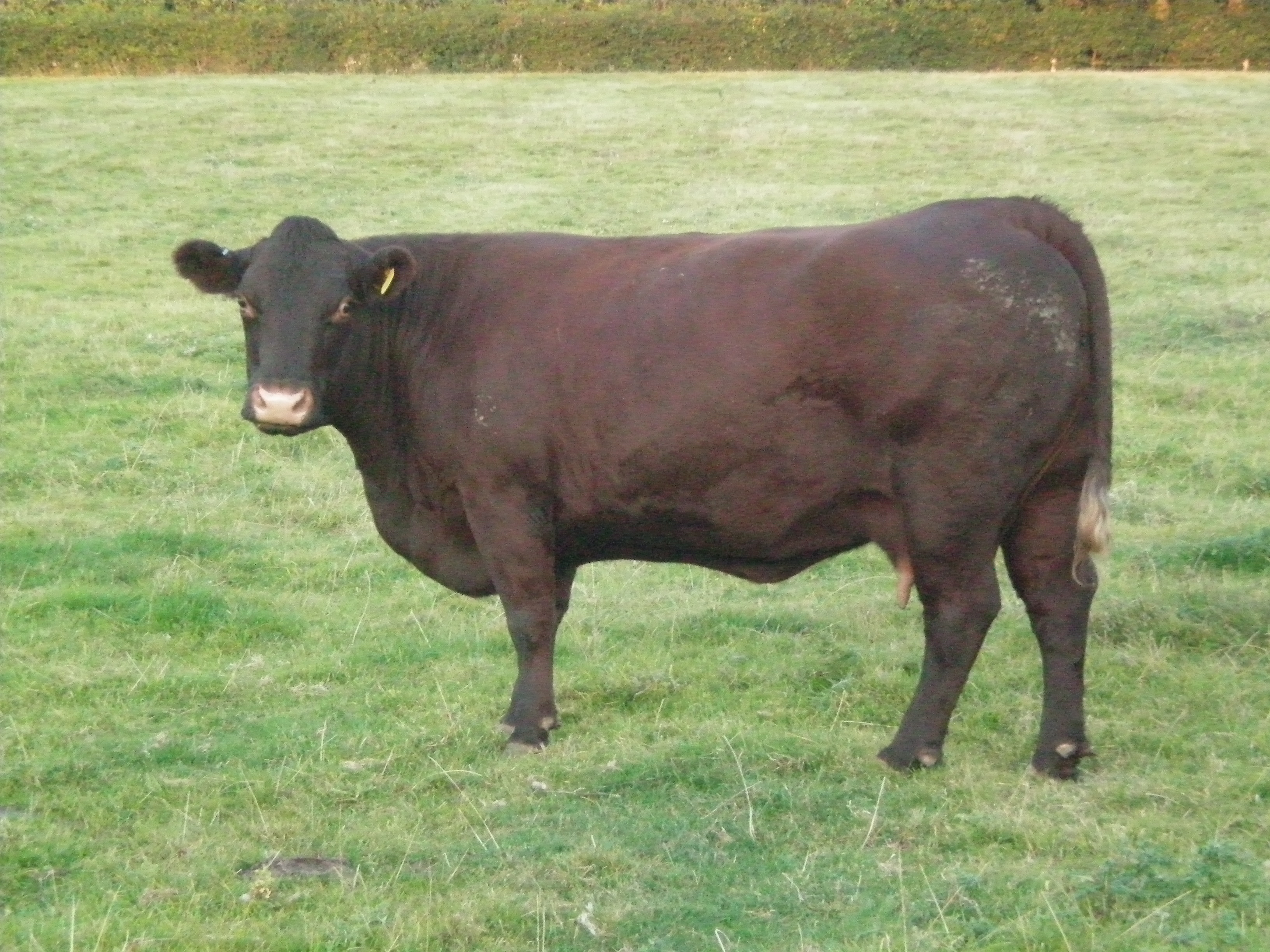
De Sussex

De Sussex is een runderras met een donkere vachtkleur die oorspronkelijk uit het Engelse graafschap Sussex komt. Halverwege de Middeleeuwen, in 1060, zou het ras al beschreven zijn bij een inval van Sussex door de Normandiërs. Echter werd het ras pas eind 18e eeuw voor het eerst officieel beschreven. Het rund komt heden ten dage nog steeds veel voor in Angelsaksische landen.